# Unidad periférica de Evros
Evros o Hebros (en griego: Έβρος, romanizado: Évros) es una unidad periférica de Grecia cuya capital es Alejandrópolis. Cuenta con 150.580 habitantes. Es parte de la región de Macedonia Oriental y Tracia. Su nombre se deriva del río Evros, que parece haber sido un hidrónimo tracio. Evros es la unidad regional norte. Limita al este con Turquía, y con Bulgaria al norte y noroeste. Junto con las unidades regionales Ródope y Xanthi, forma la región geográfica de Tracia Occidental. Hasta el 1 de enero de 2011, fue una de las 51 prefecturas en que se dividía el país.

## Historia
Como parte de Tracia Occidental, el territorio de la unidad del Evros siguió el destino de esa región. Se convirtió en parte de Grecia en 1920, cuando fue cedida por Bulgaria como consecuencia del Tratado de Neuilly-sur-Seine. Inicialmente fue parte de la Prefectura de Tracia, que se subdividió en 1930. Durante la guerra greco-turca (1919-1922), muchos refugiados griegos se establecieron en el Evros y se construyeron nuevos pueblos, como Orestiada. El valle del río Evros se inundó varias veces: inundaciones importantes fueron las de 1997, 2005 y 2006.

## Geografía
Evros es una de las unidades regionales más grandes de Grecia. Forma la parte oriental de la región geográfica de Tracia occidental, e incluye la isla de Samotracia al norte del mar Egeo. Su longitud es de unos 150 km de norte a sur (con exclusión de Samotracia). Su anchura varía desde 70 hasta 100 km de este a oeste. Los ríos más importantes son el Evros y su afluente el Arda.
Las montañas Ródope se encuentran en el oeste y el suroeste. El Mar Egeo se encuentra al sur. El valle del Evros es plano. Samotracia es montañoso.
La zona costera tiene un clima predominantemente mediterráneo, mientras que la parte norte y las montañas tienen un clima más frío continental.

## Municipios
Desde el año 2011, la unidad periférica de Evros se divide en los siguientes cinco municipios: 

Municipios de la unidad periférica de Evros.

| Municipio      | Población (2011) | Capital        | Número |
| -------------- | ---------------- | -------------- | ------ |
| Alejandrópolis | 72 959           | Alejandrópolis | 1      |
| Didimótico     | 19 493           | Didimótico     | 2      |
| Orestiada      | 37 695           | Orestiada      | 3      |
| Samotracia     | 2859             | Samotracia     | 4      |
| Souflí         | 14 941           | Souflí         | 5      |

## Transporte
Las carreteras principales de la unidad periférica de Evros son:
- Egnatia Odos/E90 autopista (Komotiní - Alejandrópolis - Psala (Turquía))
- Ruta Nacional Griega 2 (Komotiní - Alejandrópolis - Feres)
- Ruta Nacional Griega 51/E85 (Svilengrad (Bulgaria) - Orestiada - Didymoteicho - Feres)
- Ruta Nacional Griega 53 (Ormenio - Metaxades - Aisymi - Alexandroupoli)

Una línea de ferrocarril conecta Alejandrópolis con Salónica vía Komotiní, Xanthi y Drama. Otra línea conecta Alejandrópolis con Dimitrovgrad (Bulgaria) a través de Didymoteicho y Orestiada, con un ramal desde Didymoteicho a Uzunköprü (Turquía).
El aeropuerto internacional de Alejandrópolis recibe principalmente vuelos nacionales.

## Gente notable
- Duque Aleksandr Ter Hachatrjan
- Todor Dinov (1919–2004), artista gráfico y animador búlgaro
- Hrysopiyi Devetzi (1976), atleta
- Demis Nikolaidis (1973), futbolista
- Athanasios Tsigas (1982), futbolista
- Lefteris Hapsiadis (1953), compositor de letras y escritor griego